# Festival international du film de Tokyo 2018
Le Festival international du film de Tokyo 2018, 31e édition du festival, s'est déroulé du 25 octobre au 3 novembre 2018.

## Déroulement et faits marquants
Le 2 novembre 2018, le palmarès est dévoilé. Le film Amanda de Mikhaël Hers remporte le Grand Prix. Le Prix du meilleur réalisateur est remis à Edoardo De Angelis pour The Vice of Hope (Il vizio della speranza).

## Jury
- Brillante Mendoza (président du jury), réalisateur
- Bryan Burk, producteur
- Taraneh Allidousti, actrice
- Stanley Kwan, réalisateur, producteur
- Kaho Minami, actrice

## Sélection

### En compétition internationale
- Amanda de Mikhaël Hers  France
- Another World (半世界) de Junji Sakamoto  Japon
- Before the Frost (Før frosten) de Michael Noer  Danemark
- The Bra de Veit Helmer  Allemagne
- The Father's Shadow (A Sombra Do Pai) de Gabriela Amaral Almeida  Brésil
- La Grande Noirceur de Maxime Giroux  France
- His Master's Voice de György Pálfi  Hongrie
- History Lessons (Clases de Historia) de Marcelino Islas Hernández  Mexique
- Just Only Love (愛がなんだ) de Rikiya Imaizumi  Japon
- The Poet (诗人, Shīrén) de Liu Hao  Chine
- The River (Ozen) de Émir Bayğazin  Kazakhstan
- Siren's Call (Son Çıkış) de Ramin Matin  Turquie
- Tel Aviv on Fire de Sameh Zoabi  Israël
- Three Husbands de Fruit Chan  Hong Kong
- The Vice of Hope (Il vizio della speranza) de Edoardo De Angelis  Italie
- Noureev (The White Crow) de Ralph Fiennes  Royaume-Uni

### Asian Future
- La Permission de Soheil Beiraghi  Iran
- Distance de Perci Intalan  Philippines
- A First Farewell de Lina Wang  Chine
- Long Time No Sea de Tsui Yung-hui  Taïwan
- Miss Baek de Lee Ji-won  Corée du Sud
- The Tap Box de Leon Le  Viêt Nam
- Tracey de Jun Li  Hong Kong
- Wushu Orphan de Huang Huang  Chine

### Japanese cinema splash
- Lust in a Karaoke Box de Shinya Tamada
- Sea de Kensei Takahashi
- The Gun de Masaharu Take
- Lying to Mom de Katsumi Nojiri
- Rent a Friend de Mayu Akiyama
- I'm Not Here de Shintaro Hihara
- The Manga Master de Moe Oki
- Melancholic de Seiji Tanaka
- 21st Century Girl (14 courts métrages)

### Japan now
- Ne coupez pas ! de Shinichiro Ueda
- The Chrysanthemum and the Guillotine de Takahisa Zeze
- And Your Bird Can Sing de Sho Miyake
- Saimon & Tada Takashi de Manabu Oda
- Punksamurai Slash Down de Gakuryu Ishii
- Penguin Highway de Hiroyasu Ishida
- Une affaire de famille de Hirokazu Kore-eda
- Mori, The Artist's Habitat de Shuichi Okita
- River's Edge de Isao Yukisada
- The Blood of Wolves de Kazuya Shiraishi
- The Woodsman and the Rain de Shuichi Okita
- Cure de Kiyoshi Kurosawa
- L'Anguille de Shōhei Imamura
- Shall We Dance? de Masayuki Suo

### Japanese Classics
- Les femmes naissent deux fois (A Geisha's Diary) de Yūzō Kawashima
- Le Temple des oies sauvages de Yūzō Kawashima
- La Bête élégante de Yūzō Kawashima

### World Focus
- Carmine Street Guitars de Ron Mann  Canada
- L'Homme fidèle de Louis Garrel  France
- La Tendre Indifférence du monde d'Adilkhan Yerzhanov  Kazakhstan
- Doubles vies de Olivier Assayas  France
- Nuestro Tiempo de Carlos Reygadas  Mexique
- A la recherche d'Ingmar Bergman de Margarethe von Trotta  Allemagne
- Silvio et les Autres (Loro) de Paolo Sorrentino  France
- Three Identical Strangers de Tim Wardle  États-Unis
- To Dust de Shawn Snyder  États-Unis
- Lakbayan (Journey) de Brillante Mendoza, Lav Diaz et Kidlat Tahimik  Philippines
- Madras Beats de Rajiv Menon  Inde
- Project Gutenberg de Felix Chong  Hong Kong
- The Reports on Sarah and Saleem de Muayad Alayan  Palestine
- Ten Years Thailand de Aditya Assarat, Wisit Sasanatieng, Chulayarnnon Siriphol et Apichatpong Weerasethakul  Thaïlande
- La Saveur des rāmen (Ramen Teh) de Eric Khoo  Japon  Singapour
- The Cakemaker de Ofir Raul Graizer  Israël
- Laces de Jacob Goldwasser  Israël
- Red Cow de Tsivia Barkai Yacov  Israël
- Working Woman de Michal Aviad  Israël

## Palmarès

### Compétition internationale
- Grand Prix : Amanda de Mikhaël Hers
- Prix spécial du jury : Before the Frost (Før frosten) de Michael Noer
- Prix du meilleur réalisateur : Edoardo De Angelis pour The Vice of Hope (Il vizio della speranza)
- Prix de la meilleure actrice : Pina Turco pour son rôle dans The Vice of Hope (Il vizio della speranza)
- Prix du meilleur acteur : Jesper Christensen pour son rôle dans Before the Frost
- Prix du meilleur scénario : Amanda de Mikhaël Hers
- Prix du public : Another World (半世界) de Junji Sakamoto

### Asian Future
- Prix du meilleur film : A First Farewell de Lina Wang

### Japanese cinema splash
- Prix du meilleur film : Lying to Mom de Katsumi Nojiri